# Дамофила
Дамофила (Damofila; род. VII век до н. э.) — древнегреческая поэтесса, современница Сапфо, принадлежала к эолийской школе.
Дамофила родилась на острове Лесбосе в конце VII века до н. э. и развила свои дарования с Эринной и Телесиллой под руководством Сапфо (630/612 — 572/570 до н. э.), которая была старше их только на несколько лет. Создав одну из эолийских школ, Дамофила писала много эротических стихотворений в честь Дианы, но ни одно из них не сохранилось; её ученицы также мало прославились, и имя самой Дамофилы пропущено в списке Антипатра Фессалийского (поэта I века), а Тирапуэлло назвал её по ошибке дочерью Сапфо.